# Людина, що біжить (картина)
«Людина, що біжить» або «Селянин поміж хрестом і мечем» — картина роботи українського художника-авангардиста Казимира Малевича. Картина датована 1930—1931 роками, але за даними українського мистецтвознавця Олександри Шатських, це датування неправильне, і картина написана вже після Голодомору.

## Опис
На картині «Людина, що біжить» Казимир Малевич зобразив безликого чоловіка між мечем і хрестом. Червона частина меча та хреста нагадує кров. Під мечем між хатами видніється самітній мішок: можливо, символ сконфіскованого зерна.

## Аналіз
У пізніх 1920-х роках Малевич відійшов від супрематичних абстрактних композицій і став знову малювати селян. Однак це не були потужні, ніби з металу викуті селяни його кубістичного періоду. Це були безликі, відчужені постаті, часто безрукі. Історик мистецтва Дмитро Горбачов в Україні та Жан-Кльод Маркаде у Франції стверджують, що однією з причин повороту до селянської тематики була колективізація та співчуття Малевича долі селян. Горбачов підкреслив, що Малевичева сестра Вікторія жила тоді в Житомирській області, й мистець приїздив до неї з Лєнінграда та був свідком винищування українських селян.
Художник переживав колективізацію та Голодомор як власне горе разом зі своїм народом. Зокрема, в цій картині Малевич відобразив тематику Голодомору 1932-33 років. Зображував те, що бачив, навіть, якщо це суперечило основній лінії компартії. В подібний спосіб Малевич відобразив смерть українського села. Образ селянина, який біжить через пустельний пейзаж, є красномовним свідченням катастрофи села 1932—1933 років.
Серед інших його картин на тему колективізації, голоду й Голодомору — «Три постаті» («Де серп і молот, там смерть і голод»), «Постать, що стоїть». За словами мистецтвознавця Олександри Шатських, майже всі картини цього періоду були неправильно датовані: вони були датовані більш раннім часом, оскільки є картинами протесту.